# 金屬銨
金屬銨，是一種簡併態物質，也是一種電子化合物及超原子。当氢气與氨氣被充分压缩，经过相变后便会产生金屬銨。但這種相態的銨無法於標準狀態下存在，標準狀態下銨僅能以離子或溶液相（aq）狀態存在。相關理論是基於銨與其他鹼金屬反應特性十分相近，而目前已知能於標準狀態下存在的金屬銨，只有與汞的合金，即銨汞齊。
固态金屬銨是由銨根離子组成的晶体结构，电子脱离了分子轨道，表现为一般金属中的传导电子。
在高压下，浸在大量自由电子海中的铵离子可能会表现出类似于金属的性质，使得金屬銨得以穩定，如同金屬氫一般。冰巨星天王星与海王星的内部就可能存在这种“金屬銨”。

## 存在可能性
銨根離子NH4+的性質與行為在許多方面都與金屬離子相同。這導致Ramsey認為一價的金屬銨（NH4+離子浸泡在一個電子海）穩定在明顯低於一般絕緣體-金屬相變壓力兆帕〜1011帕（105帕=1巴）的壓力。根據計算，從NH3和H2分子的混合物中的轉換金屬銨，發生在壓力小於2.5×1010帕，與物理学家尤金·維格納和Hillard Bell Huntington预测金屬氫的數值相當，由於該預測指出在250,000个大气压（约25GPa）下，氢原子失去对电子的束缚能力，呈现出金属性质，但由於此后的实验表明，对金屬氫压力的最初假設不足，因此，要產生金屬銨可能需要更高的壓力。
在含氮的巨大氣體行星內部，若壓力足夠，則有可能出現金屬銨，如天王星和海王星。

### 海王星
海王星內部有一些類似金屬態的簡併態物質，作为行星学惯例，这种混合物被叫作冰，虽然其实是高度压缩的过热流体。这种高电导的流体通常也被叫作水－氨大洋，是金屬銨的一種可能結構。

## 合金
金屬銨雖未能在標準大氣壓下（STP）存在，但其與汞的合金可以，1808年英國化學家漢弗里·戴維和瑞典化學家永斯·貝采利烏斯首次制取銨汞齊。他們由電解氯化銨在汞陰極形成灰色、海綿狀的金屬性物質。最近的研究顯示了結構的形式被假設成 H3N - Hg - H，這可能只溶解於汞為穩定的。若銨汞齊在室溫下接觸到水或酒精就容易分解:
{\displaystyle \mathrm {2\ H_{3}N{-}Hg{-}H\ {\xrightarrow {\Delta T}}\ 2\ NH_{3}+H_{2}+2\ Hg} }

## 結構
根據銨汞合金的相關研究，金屬銨可能具有類似銨汞齊的結構 H3N - H - H3N，由質子、銨根、電子晶體排列而成，但無法在标准状况下存在。

## 軼事
網路文化中，經常有人談論其化合物，但多半是惡搞文化作品，例如氫化銨、氧化銨等。金屬銨曾被描述為「用鉑電極電解熔融氯化銨，將陰極得到的氣體加1MPa壓並處於超低溫狀態，最終液氨與液氫相互化合，生成金屬銨」，但實際上該反應並不會生成任何金屬態物質。